# 陳玄禮
陳玄禮（7世纪—760年代），唐朝将军，是唐玄宗李隆基的親信，曾拜龍武大將軍，封蔡國公，安史之亂時，陳玄禮發動馬嵬之變，他鼓動士兵將宰相楊國忠寸斬，又逼迫玄宗賜死楊貴妃。

## 前期功績
景龙四年（710年）时，陈玄礼与葛福顺为千骑营长（果毅）。唐隆元年（710年），陳玄禮參與李隆基发动的唐隆政變，除韋有功，唐玄宗時任禁軍龍武大將軍，宿卫宫禁，以淳篤自檢，於唐玄宗在位的四十五年內皆受親信。唐玄宗曾想巡幸虢国夫人的宅第，陈玄礼谏曰：“未宣敕，不可轻去就”。唐玄宗听从了他的意见。后在华清宫，正月望夜，唐玄宗将出游，陈玄礼再度谏曰：“宫外旷野，无备豫，陛下必出游，愿归城阙。”唐玄宗不能违。

## 馬嵬之變
天寶十四載（755年），爆發安史之亂，東都洛陽陷落。隔年，安祿山進逼西京長安，唐玄宗逃入四川。到了馬嵬坡（今陝西省兴平市）途中，將士飢疲，六軍不發；陳玄禮與太子李亨、宦官李輔國謀，誅殺宰相楊國忠，此時士卒缺乏糧餉，玄禮煽動士卒，說楊國忠是這安史之亂的罪魁禍首，士兵們大怒，亂刀砍死國忠，並將其分屍，以槍梟首於馬嵬驛門外，楊國忠長子太常卿楊暄、妹韓國夫人亦被士兵斬殺，御史大夫魏方進呵斥反遭殺害。楊國忠妻子裴柔與她的幼子楊晞、虢國夫人與其子裴徽雖然乘亂逃走，在陳倉縣被縣令薛景仙逮捕並處死。
眾兵士均稱楊國忠謀反，故誅殺之，並圍困玄宗，請誅楊貴妃，防止楊貴妃日後報復。高力士亦勸玄宗屈於現實，玄宗不得已，賜死楊貴妃，史載玄宗“乃命力士引貴妃於佛堂縊殺之，輿屍寘驛庭，召玄禮等入視之。玄禮等乃免冑釋甲，頓首請罪：「國忠撓敗國經，構興禍亂，使黎元塗炭，乘輿播越，此而不誅，患難未已。臣等爲社稷大計，請矯制之罪。」上慰勞之，令曉諭軍士，史稱馬嵬之變。

## 後話
馬嵬之變後，陳玄禮表示對玄宗盡忠，隨玄宗入蜀；玄宗太子李亨不得已與玄宗兵分兩路，後在灵武（今寧夏靈武縣西南）即位，尊玄宗为太上皇。唐玄宗在成都时，健儿郭千仞反，六军兵马使陈玄礼与蜀郡太守李峘平定叛乱。至德二載，玄禮從玄宗自巴蜀回長安，居興慶宮（南內），封蔡國公，食邑三百戶。上元元年（760年）八月，陈玄礼致仕，大約於玄宗遷至太極宮（西內）甘露殿時病重去世。

## 評價
- 杜甫《北征》詩中提到：「桓桓陳將軍，仗鉞奮忠烈。微爾人盡非，于今國猶活。」就是稱頌陳玄禮盡忠護國一事。

## 延伸阅读
[在维基数据编辑]
 《新唐書·卷121》，出自《新唐書》